# Мацуи, Кэйко
Кэйко Мацуи (яп. 松居慶子 Мацуи Кэйко, ромадзи Keiko Matsui; род. 26 июля 1961 года, девичья фамилия Дои) — японская пианистка и композитор, исполняющая музыку в стиле нью-эйдж и джаз. Кэйко выпустила 20 альбомов и получила международную известность.

## Биография

### Ранние годы
Все началось с того, что мать Кэйко, Эмико Дои, преподавательница традиционных японских танцев, привела пятилетнюю дочь на уроки фортепиано. Это произошло в июле, сразу после дня рождения девочки. В Японии существует примета: если начать учиться в этот период, занятия станут важной частью жизни ребенка. Первое занятие привело Кэйко в восторг.
Кэйко хорошо училась и в средней школе, несколько раз даже избиралась президентом класса. Тогда её любимой музыкой были Стиви Уандер, Рахманинов и Сибелиус. Ещё ей нравилась музыка к фильмам, авторами которой были Maurice Jarre и Nino Rota. Любимым джазовым музыкантом у Кэйко был Чик Кориа.
Высшее образование она получила в Японском женском университете, специализируясь на детской культуре. После нескольких лет частных занятий со своим первым учителем она стала заниматься музыкой в Yamaha Music Foundation. Через некоторое время Кэйко стала лучшей студенткой, и в 17 лет ей впервые поступило предложение о звукозаписи от Yamaha System. В этом году Кэйко сочинила свою первую серьёзную композицию к фильму. После этого она организовала собственную джазовую группу «Cosmos» и записала с ней четыре альбома.
В 1999 году на церемонии Oasis Awards Кэйко получила звание лучшей джазовой артистки года.

## Успехи и достижения
Кэйко Мацуи выпустила два альбома под лейблом MCA. Затем выпускала музыку совместно с такими лейблами как White Cat, Countdown, Unity и, наконец, Narada. В 1990-е годы альбомы Мацуи получали все более высокие места в хит-парадах. Хит «Sapphire» занял второе место в еженедельном Billboard Top среди современных джазовых альбомов, хит Dream Walk достиг третьей позиции. Мацуи заняла третье место в Billboard Top среди современных джазовых артистов в 1997 году (где она была единственной женщиной-джазовой исполнительницей в первой десятке), и обе композиции «Dream Walk» и «Sapphire» попали в десятку Billboard в современных инди джазовых альбомов в том же году.
Мацуи получила «Oasis Awards» как лучшая джазовая исполнительница в 1999 и 2000 годах. В 2001 году первый альбом Мацуи, выпущенный под лейблом Narada, «Deep Blue» занял первое место в Top Billboard как лучший современный джазовый альбом и продержался там в течение трех недель.
Когда президент США Джордж Буш посетил резиденцию премьер-министра Японии Дзюнъитиро Коидзуми 18 февраля 2002 года, Кэйко Мацуи была приглашена на приём и встретилась с обоими главами государств.
Осенью 2012 года Кэйко Мацуи совершила тур по странам Восточной Европы, который закончился 18 ноября концертом в Севастополе. Артистка выступала без группы сопровождения, играя на рояле, а также исполняла роль конферансье.
В январе 2023 года Кэйко Мацуи провела свои десятые гастроли в Баку.

## Благотворительность
Мацуи принимает участие в различных благотворительных акциях. В 1997 году средства от её мини-CD «A Gift of Hope» были направлены на поддержку Y-ME Национальной организации рака молочной железы, и её музыка появилась на канале Lifetime специально о раке молочной железы, «Говори о нем, борись с ним, вылечи его».
Доходы в 2001 году от мини-CD «A Gift of Life» были направлены в поддержку Национальной программы доноров костного мозга.

## Дискография
| U.S. CD RELEASES - 1987 — A drop of water (1987, 1993, 2003) - 1989 — Under northern lights - 1990 — No borders - 1991 — Night waltz - 1992 — Cherry blossom (1992, 2003) - 1994 — Doll - 1995 — Sapphire - 1996 — Dream walk - 1997 — A gift of hope - 1997 — Keiko Matsui collection - 1998 — Full moon and the shrine - 1999 — Keiko Matsui live - 2000 — Whisper from the mirror - 2001 — Deep blue - 2001 — A gift of life - 2002 — The ring - 2003 — The piano - 2003 — White owl - 2004 — Wildflower - 2005 — Walls of akendora - 2007 — Moyo - 2011 — The Road… - 2013 — Soul Quest - 2016 — Journey to the Heart - 2019 — Echo U.S. VIDEO RELEASES - 1998 — PBS Special Keiko Matsui «Light Above The Trees» - 2001 — Bet Jazz Channel Presents: Keiko Matsui | JAPANESE CD RELEASES - 1987 — A Drop of Water - 1988 — Under Northern Lights - 1990 — The Wind and The Wolf - 1991 — Night Waltz - 1992 — Cherry Blossom - 1994 — Doll - 1995 — Sapphire - 1997 — Dreamwalk - 1998 — Full Moon and The Shrine - 1999 — Live from Santa Monica, CA - 2000 — In A Mirror - 2000 — Hidamari no Ki (саундтрек аниме) - 2001 — The Piano - 2001 — Deep Blue - 2001 — Deep Blue solo Piano - 2002 — The Ring - 2002 — Live in Tokyo - 2003 — Spring Selection - 2003 — Wildflower - 2004 — Summer Selection - 2004 — Walls of Akendora - 2005 — Compositions - 2005 — The Best of Keiko Matsui - 2007 — Moyo - 2011 — The Road… - 2015 — Soul Quest |

## Факты
- Петербургский музыкальный коллектив T9 использовал композиции Кэйко Мацуи «Tears Of The Ocean» и «Between The Moons» в песнях «Ода нашей любви» и «Черновики грусти» соответственно.
- Тема из композиции «Tears Of The Ocean» засемплирована в песне группы ReЦiDiV «Вороны».
- В одном из ремиксов трека «Собака» хип-хоп группы 25/17, сделанная битмейкером King Shi, была засемплирована композиция «Between The Moons».
- В треке «Саундтреки» рэп-исполнительницы Лизы Small используются фрагменты композиции «Crescent Night Dreams».
- Также в треке «Часы» московской реп-группы Da B.O.M.B. была использована музыка из композиции «Be With Me».
- Музыка Кэйко и Кадзу Мацуи является саундтреком к сериалу «Умножающий печаль», снятому по одноимённому роману Георгия Вайнера (Режиссёр: Олег Фесенко; 2005 год).
- Продюсером клипа Кэйко Мацуи на песню «The Road…» стал украинец.
- Якутский рэп исполнитель Jeada aka Saas Ustar использовал композицию Кэйко Мацуи «Tears Of The Ocean» к саундтреку своему фильму ДАЛАЬА УСТУН УНУОР (Берега надежды).